# Mnemosyne ecuadorana
Mnemosyne ecuadorana – gatunek pluskwiaka z rodziny szrońcowatych i podrodziny Cixiinae.
Gatunek ten opisany został w 1987 roku przez Jana van Stalle.
Pluskwiak o ciele długości od 10 do 11 mm. Twarz, przedplecze, tegule i odnóża ma ochrowe, zaś ciemię, śródplecze i odwłok brązowe. Przednie skrzydła z brązowymi kropkami w częściach wierzchołkowych, ochrowymi do brązowych żyłkami i regularnie ziarenkowanymi krawędziami kostalnymi. Samiec ma po każdej stronie pygoferu dwa małe wyroski, z których grzbietowy jest większy niż brzuszny. Processus medioventralis samca jest wąski i długi, a jego edeagus ma prawy wyrostek nieząbkowany, a lewy wyrostek prosty, łyżeczkowato zwieńczony. Odnóża tylne o stopach z pięcioma ząbkami na pierwszym i pięcioma na drugim członie.
Owad znany tylko z Ekwadoru.